# Cachorro (Bandeiras)
O Cachorro é um povoado português localizado na freguesia da Bandeiras, concelho da Madalena do Pico, ilha do Pico, arquipélago dos Açores. 
Este povoado localiza-se entre a freguesia das Bandeiras e Farrobo, próximo à localidade da Laje entre o Cais do Mourato e o Lajido de Santa Luzia, já no concelho de São Roque do Pico.